# Araminta Spookie
Araminta Spookie (titre original : Araminta Spook) est une série de livres jeunesse écrite par Angie Sage et illustrés par Jimmy Pickering.
Intitulée Araminta Spook au Royaume-Uni, la série est éditée sous le titre Araminta Spookie aux États-Unis et en France. Composée de 7 tomes, seuls les cinq premiers ont été traduits aux éditions Nathan.

## Résumé
Araminta Spookie, jeune fille de 9 ans passionnée d'histoires de fantôme et de loup-garou, vit dans une vieille maison avec sa tante Tabby et son Oncle Drac. Quand sa tante décide de vendre la maison et de déménager, Araminta doit tout faire pour l'en empêcher, persuadée que la demeure est hantée. 

## Série
1. Ma Maison hantée, 2008 ((en) My Haunted House, 2006)
2. La Grotte de l'épée, 2008 ((en) The Sword in the Grotto, 2006)
3. Détectives aquatiques, 2008 ((en) Frognapped, 2007)
4. Sacré Vampire !, 2009 ((en) Vampire Brat, 2007)
5. Les Nounous fantômes, 2010 ((en) Ghostsitters, 2008)
6. (en) Gargoyle Hall, 2014
7. (en) Skeleton Island, 2015